# St.-Quirin-Platz
St.-Quirin-Platz - stacja metra w Monachium, na linii U1. Stacja została otwarta 8 listopada 1997.